# Giovanni Beltrami (pittore)

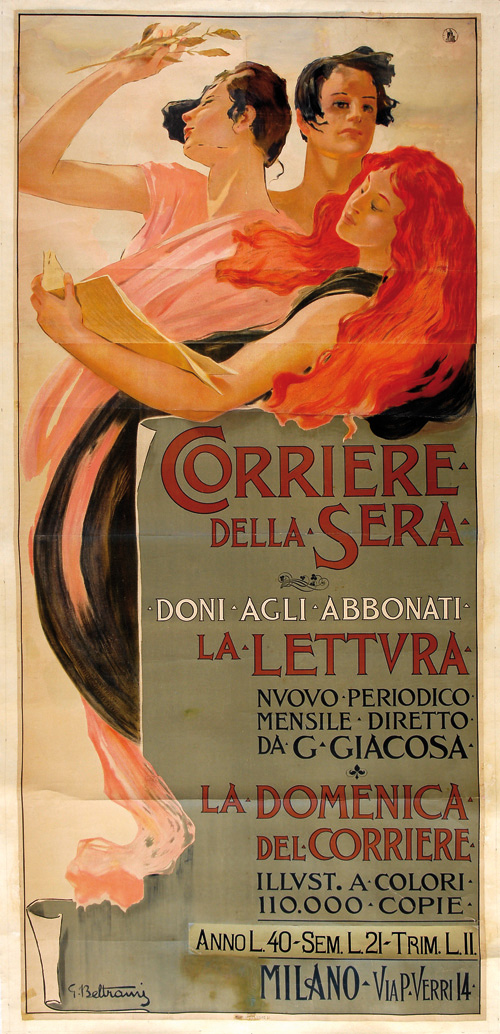
Cartellone pubblicitario
che annuncia l'uscita del mensile «La Lettura»(fine 1900).

Giovanni Beltrami (Milano, 26 febbraio 1860 – Milano, 31 gennaio 1926) è stato un pittore, illustratore e critico d'arte italiano esponente della scapigliatura.

## Biografia
Frequentò l'Accademia di Brera, dove ebbe come maestri Raffaele Casnedi, Bartolomeo Giuliano e Giuseppe Bertini. Quest'ultimo formò Beltrami alle tecniche tradizionali e alle rappresentazioni storiche nonostante l'ambiente culturale milanese tendesse al rinnovamento. Nel 1884 vinse il Premio Mylius.
Nel 1886 vinse il Premio Fumagalli per l'arte figurativa con il soggetto pittorico Fanciulla all'arcolaio.
Ottenuto un certo seguito si diede ad attività editoriali.
Nel 1900 fondò la ditta Officina Vetrate Artistiche G. Beltrami & C. insieme a Giovanni Buffa, a Innocente Cantinotti e a Guido Zuccaro che fabbricò alcune vetrate prestigiose come quelle per Palazzo Montecitorio e quelle del duomo di Milano. Nel 1906 realizzò il grande lucernario floreale e le vetrate in stile Liberty del Casinò di S. Pellegrino in provincia di Bergamo. Nel 1915 creò i grandi vetri che decorano lo scalone di villa Margherita a Bordighera.
Le sue opere vennero portate in svariate mostre nazionali e all'estero, tra cui: l'esposizione internazionale di Torino (1902); la V e la VI biennali di Venezia (1903 e 1905).
Collaborò come critico d'arte con il Corriere della Sera e con il suo supplemento domenicale La Lettura, di cui fu direttore.
Dopo la morte di Emilio Treves (1916) affiancò il fratello Guido nella direzione della rivista «L'Illustrazione Italiana» ed entrò nel Consiglio direttivo della casa editrice; mantenne quest'ultima carica per il resto della sua vita.
Riposa al Cimitero Monumentale di Milano.